# Delta Paix-Athabasca
Le delta Paix-Athabasca, situé dans le Nord-Est de l'Alberta au Canada, est le plus grand delta intérieur d'eau douce en Amérique du Nord. Il est partiellement situé dans le Sud-Est du parc national Wood Buffalo, le plus grand parc national du Canada, et s'étend également dans la municipalité régionale de Wood Buffalo à l'ouest et au sud de Fort Chipewyan. Le delta couvre une superficie d'environ 794 000 acres. Il se forme où les rivières de la Paix et Athabasca convergent dans la rivière des Esclaves et le lac Athabasca. Il est désigné en tant que milieu humide d'importance internationale et en tant que site du patrimoine mondial par l'UNESCO. Le delta forme l'une des vingt sous-régions naturelles distinctes de l'Alberta selon le Comité des régions naturelles du gouvernement provincial.

## Annexe